# Falko Steinke
Falko Steinke (* 26. März 1985 in Beelitz, Bezirk Potsdam, DDR) ist ein deutscher Volleyballspieler.

## Karriere
Steinke, der aus einer Volleyballer-Familie stammt, begann seine sportliche Karriere bei seinem Heimatverein SG Beelitz. Über die WSG Potsdam kam er zum Nachwuchsteam des VC Olympia Berlin. Bei der Europameisterschaft 2004 erreichte er mit der Junioren-Nationalmannschaft den dritten Platz. 2006 schaffte er mit den Netzhoppers Königs Wusterhausen den Aufstieg in die Bundesliga. Danach wechselte er zum SCC Berlin. In der Saison 2007/08 erreichte der Diagonalangreifer mit den Charlottenburgern das Playoff-Finale um die deutsche Meisterschaft gegen den VfB Friedrichshafen. Nachdem er eine Knieverletzung auskuriert hatte, spielte er bis 2009 bei der SG Eltmann. Anschließend wurde er vom TV Rottenburg verpflichtet und erreichte mit den Schwaben den Europapokal. Im Sommer 2011 wechselte er als zweitbester Punktesammler der vergangenen Bundesliga-Saison zu den RWE Volleys Bottrop. Wegen diverser Probleme kehrte er jedoch Anfang Dezember zurück nach Rottenburg. Seit 2012 spielte Falko Steinke beim Zweitligisten SVG Lüneburg, mit dem ihm 2014 der Bundesliga-Aufstieg gelang. 2015 stand Steinke mit Lüneburg im DVV-Pokalfinale. 2016 beendete er seine Karriere.